# Lolita Torres
Lolita Torres, nome artístico de Beatriz Mariana Torres Iriarte, (Avellaneda (Buenos Aires), 26 de março de 1930 – Buenos Aires, 14 de setembro de 2002) foi uma atriz e cantora argentina. Ela era mãe de Diego Torres.

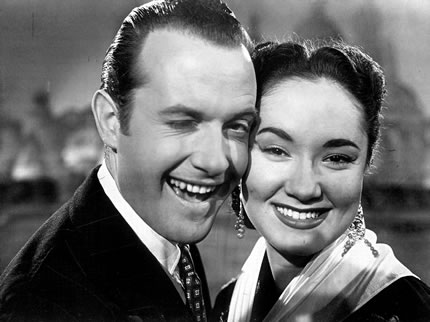
Lolita Torres e Ricardo Passano

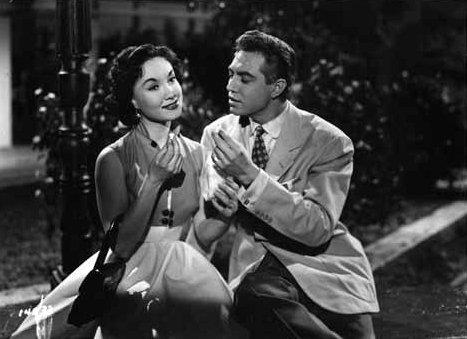
Lolita Torres e Alberto Dalbés